# Монумент Киффгойзер
нім. Reichsburg Kyffhausen

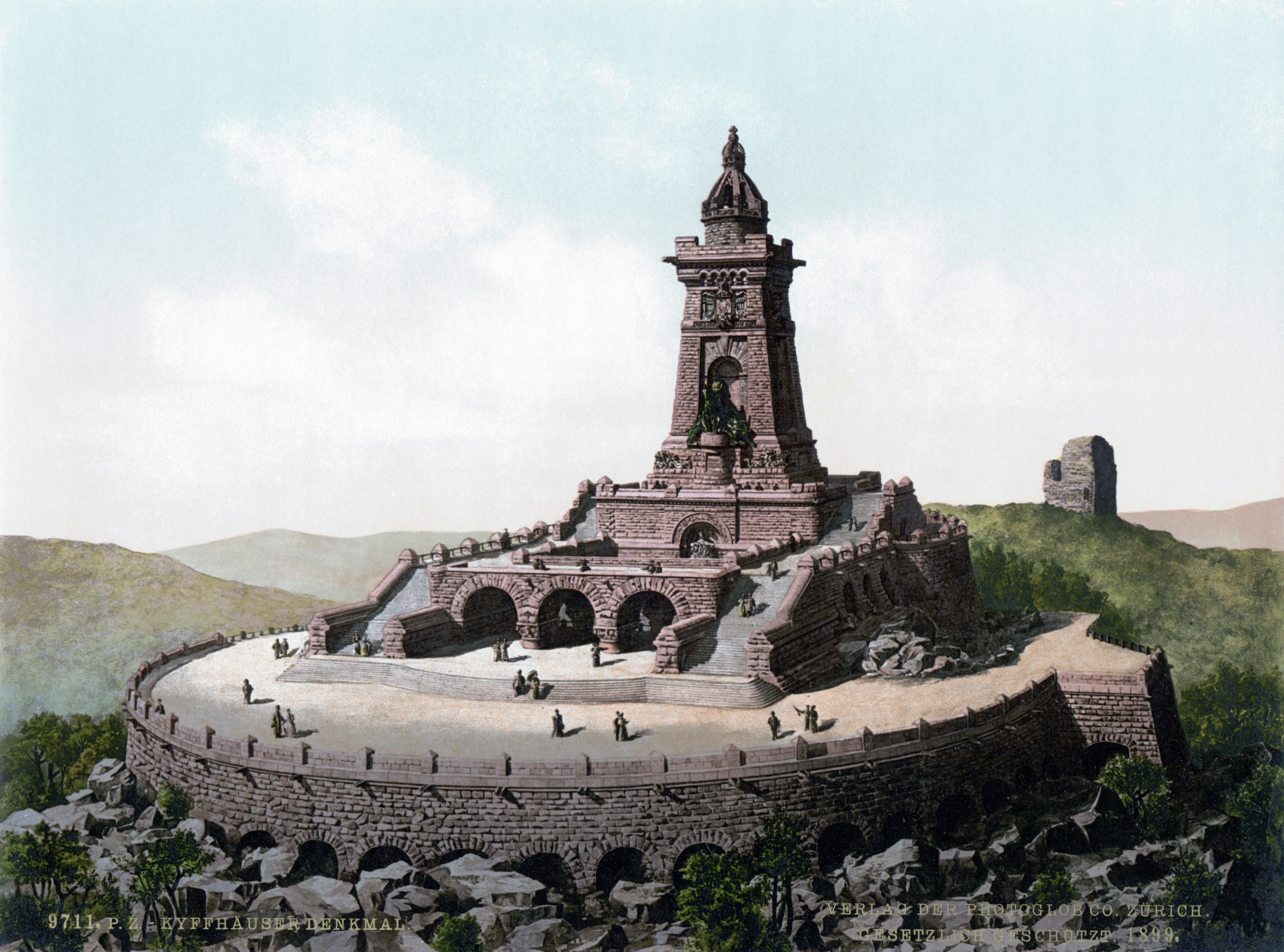
Загальний вигляд монументу. 1900

Монумент Киффгойзер (нім. Kyffhäuser Monument, Barbarossadenkmal, Kaiser-Wilhelm-Denkmal) — монумент німецькому імператору Вільгельму І на гірському кряжі Киффгойзер поблизу Бад-Франкенгаузен в Тюрингії, званий ще монументом Барбаросси. Споруджений у 1890—1896 роках  висотою 81 м є третім за розмірами монументом Німеччини після Пам'ятника Битві народів у Лейпцигу і монументу імператору Вільгельму І у Порта-Вестфаліка.

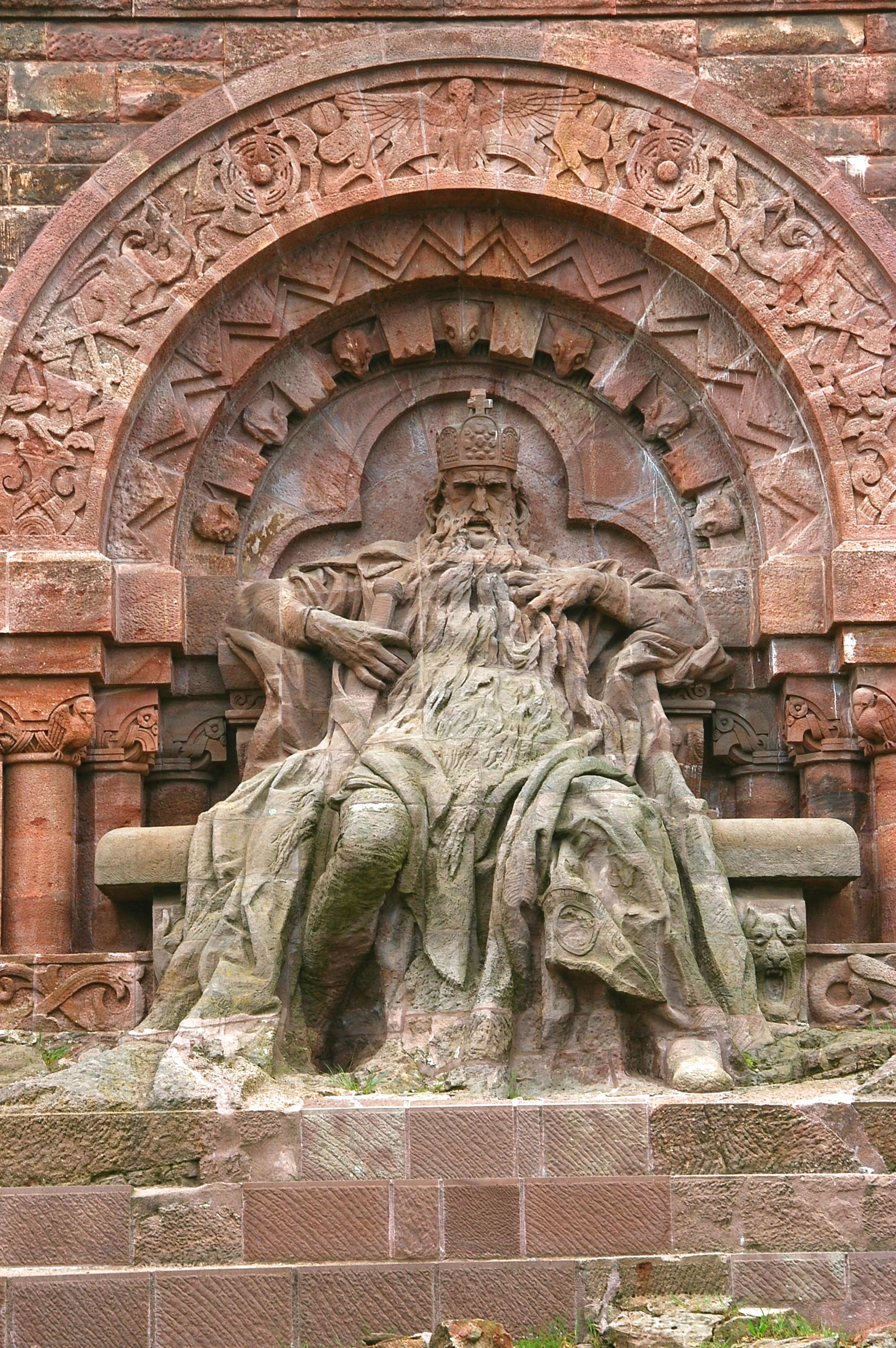
Фігура кайзера Барбаросса

## Історія

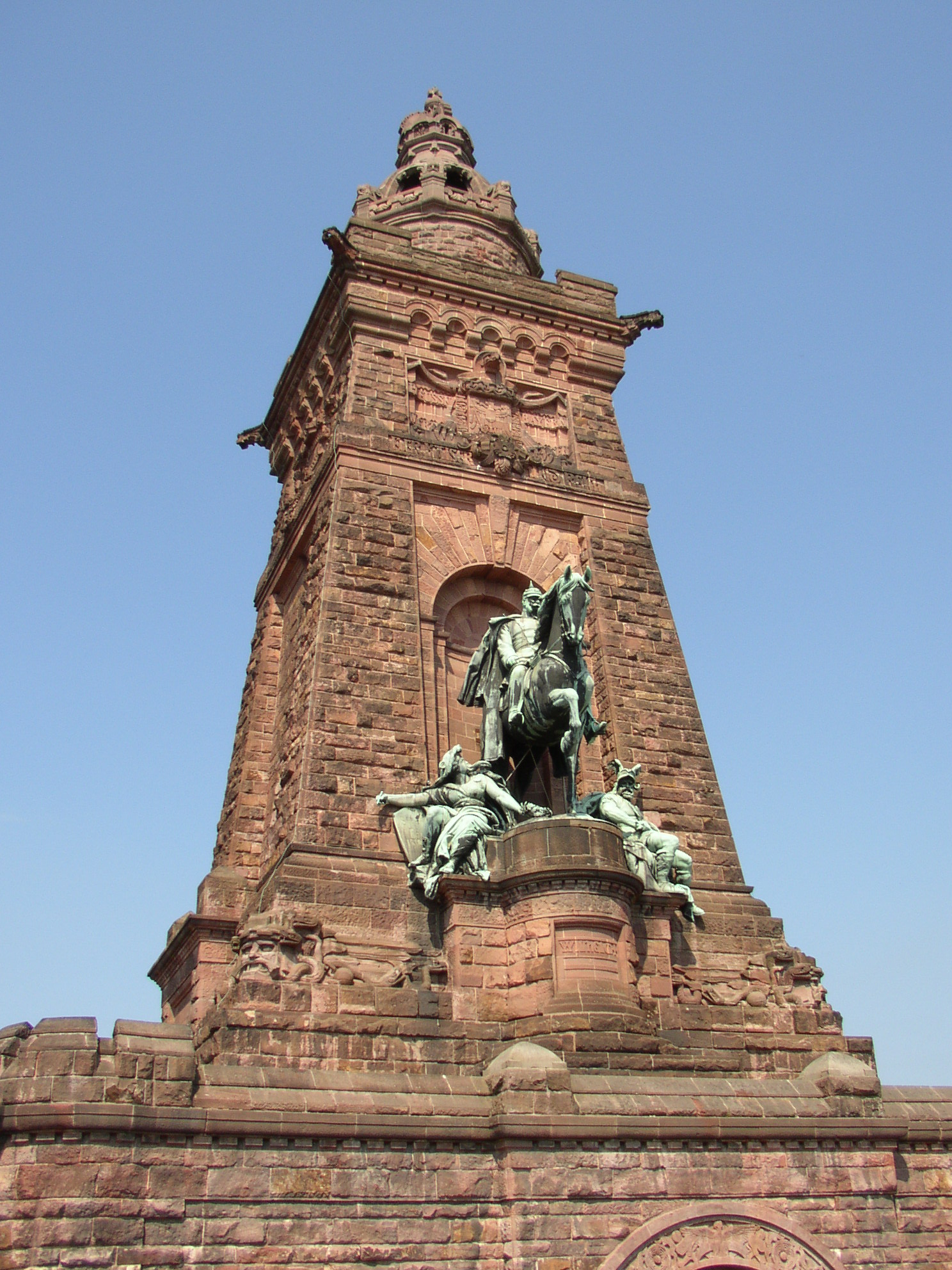
Фігура імператора Вільгельма І

Після смерті 1888 імператора Вільгельма І у Німецькій імперії почали споруджувати помпезні монументи на його честь. Проект монументу Киффгойзер виготовив архітектор Бруно Шмітц, автор Монументу Битви Народів. Монумент урочисто відкрили 18 червня 1896 на кошти Німецького військового Союзу (нім. Deutscher Kriegerbund), а опікою над ним з 1900 року зайнявся Киффгойзерський Союз (нім. Kyffhäuserbund).
Монумент розміщений на руїнах імперського замку Киффгаус. Монумент включає скульптури імператорів Вільгельма І на коні та Фрідріха Барбаросси, що дрімає на троні у гроті. Це мало символізувати Німецьку імперію як спадкоємицю Священної Римської Німецького народу.
Фігуру Фрідріха Барбаросси висотою 6,5 м виготовив з пісковику скульптор Микола Гайгер. За легендою Барбаросса спить у надрах гори Киффгойзер і має прокинутись, щоб врятувати німецьку імперію. Бронзову кінну фігуру Вільгельма І заввишки 11 м відлив Еміль Гундрізер. Вежу у 57 м увінчує імператорська корона. До монументу веде 247 сходинок. Монумент видно з прилеглих долин, за багато кілометрів з вершин навколишніх гірських пасм.
6 травня 1939 біля монументу встановили пам'ятник рейхсперезиденту фон Гінденбургу з баварського порфіру роботи Германна Госауса. Він був скинутий в 1945 році і закопаний. Пам'ятник віднайдений 2004 році і лежить розкопаним у землі через невизначеність його подальшої долі. у 1994-2012 роках було проведено реставрацію монументу за 14.000.000 євро.
Позаду монументу розташована музейна експозиція у залишках імперського замку.
З 2008 монумент входить до Дороги монументів (нім. Straße der Monumente).

## Джерела

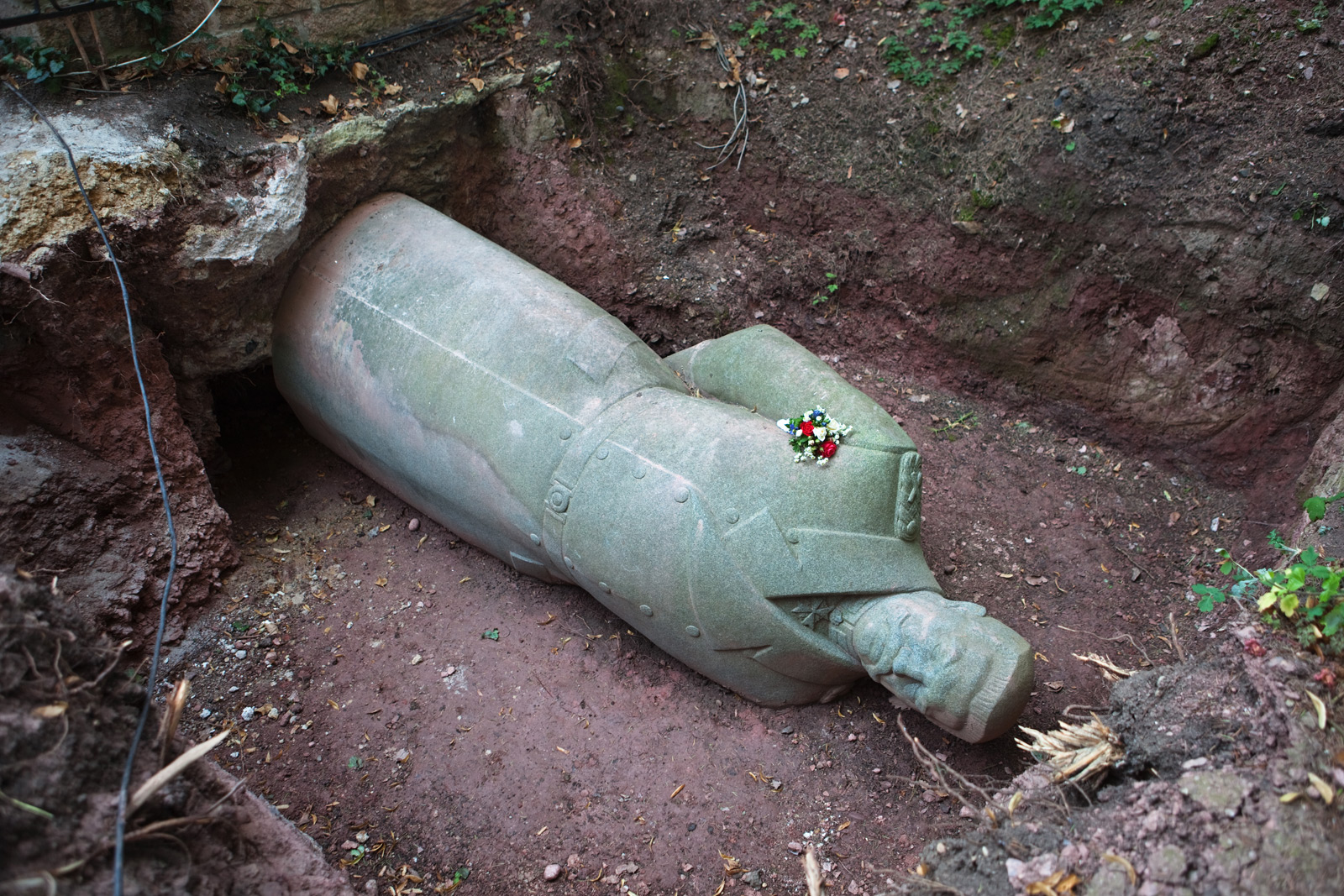
Повалена фігура Гінденбурга